# Парашара
Парашара (Parāśara IAST «Руйнівник») — ведичний мудрець, який вважається автором кількох гімнів «Ріґведи». Парашара отримав « Вішну-пурану» від Пуластья і склав законники «Дхарма-шастри». Від його союзу з Сатьяваті народився В'яса, якому приписується «поділ» Веді авторство «Магабгарати». Парашара також вважається автором базового трактату з індійської астрології — «Бріхат-Парашара-хору-шастри». Згідно з «Магабгаратою», Парашара був сином мудреця Шакті від його дружини Адрішьянті та онуком одного з семи великих мудреців Васіштхи. Парашара був прадідом Пандавів і Кауравів — обох воюючих сторін у «Магабгараті».
Одного разу, подорожуючи, батько Парашара Шакті зустрів розлюченого Ракшасу, який колись був царем, але був перетворений на демона-людожера в результаті прокляття Вішвамітра. Демон напав на Шакті і з'їв його. Парашара був тоді ще дитиною та її вихованням зайнявся Васішта. Описується, що розгніваний Парашара, бажаючи помститися за смерть свого батька жертвопринесення з метою знищити всіх ракшасов на землі. У результаті, безліч ракшасов загинуло, але перед тим, як яджна підійшла до кінця, вона була зупинена дідом Парашара Васиштхи. Він втихомирив Парашара, закликавши його не гніватися на ракшасов, тому що смерть Шакті не була їхньою провиною, а була зумовлена долею.
Місцем народження Парашара в індуїзмі прийнято вважати форт Панхала в окрузі Колхапур у Махараштра, де розташована печера Парашара.